# 山田茂 (陸軍軍人)
山田 茂（やまだ しげる、1889年（明治22年）1月10日 - 1977年（昭和52年）3月18日）は、大日本帝国陸軍軍人。最終階級は陸軍少将。功四級。

## 経歴
1889年（明治22年）に茨城県で生まれた。陸軍士官学校を卒業した（第23期）。1937年（昭和12年）8月に独立工兵第3連隊長（第10軍のちに第11軍）に就任した。日中戦争に出動し、南京攻略戦、武漢攻略戦で武功をあげた。1938年（昭和13年）7月、陸軍工兵大佐に進級し、1940年（昭和15年）8月に工兵第114連隊長に転じた。
1941年（昭和16年）10月15日、陸軍少将に進級し、11月6日には台湾軍兵器部長に就任した。1943年（昭和18年）6月に第4工兵隊司令官（第2方面軍・第2軍）に就任し、ニューギニア戦線に出征して終戦までの悪戦苦闘を耐え抜いた。